# Kirsten Vangsness
Kirsten Vangsness, née le 7 juillet 1972 à Pasadena (Californie), est une actrice américaine de télévision et de théâtre. 
Elle se fait connaître mondialement grâce à son interprétation de Penelope Garcia dans la série policière Esprits criminels. Écrivaine, plusieurs de ses travaux ont été publiés dans le Los Angeles Times.

## Biographie

### Du théâtre au Stand-Up
Kirsten Vangsness enchaîne les petits boulots avant de se consacrer à la comédie. Elle est employée comme professeur, assistante sociale, responsable de restaurant ou assistante personnelle.
Lorsque Kirsten Vangsness décide de faire de la comédie son gagne-pain, elle se tourne d'abord vers le théâtre. 
En 1990, elle obtient un diplôme en arts dramatiques à l'Université de Cerritos en Californie. Elle devient un des membres de la compagnie du Théâtre de Note à Los Angeles où elle se produit régulièrement.
Son premier contrat en tant qu'actrice fut pour une publicité de la marque Dr Pepper.
En 2005, elle gagne le prix des critiques de Los Angeles du meilleur espoir comique grâce à ses prestations sur scène.  

### Esprits criminelset succès
Cette reconnaissance lui ouvre plusieurs portes dont celles du casting de la série Esprits criminels en 2006. Il est d'abord prévu qu'elle ne fasse qu'une apparition, mais le côté décalé et attachant de son personnage séduit les téléspectateurs ainsi que les producteurs et elle est alors promue en tant que personnage principal,. 
La série suit une équipe de profileurs, amenée à se déplacer dans l'ensemble des États-Unis (et parfois au Canada), chargée d'enquêter localement sur les criminels et les tueurs en série. Chacun de ces agents a sa spécialité et sa personnalité, ce qui les rend complémentaires. 

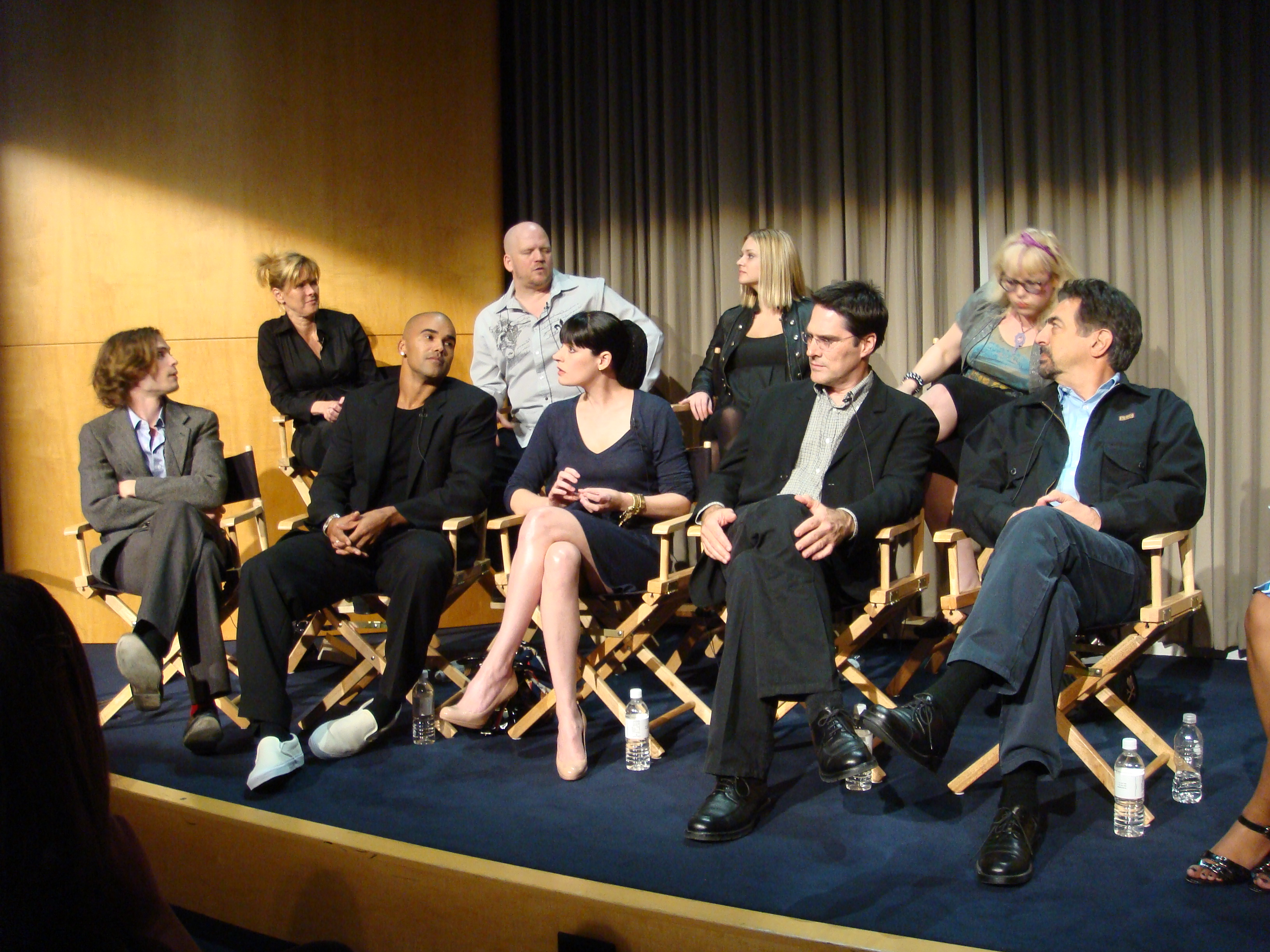
La distribution dEsprits criminels en 2008.

Dès lors, elle s'extirpe, rarement, du tournage de cette série qui la fait connaître au grand public. Elle joue, notamment, pour le cinéma indépendant et apparaît dans des séries télévisées américaines qui lui permettent de renouer avec le registre de la comédie.  
En 2011, elle est la seule membre de la série mère à reprendre son personnage pour le premier spin-off Criminal Minds: Suspect Behavior. Mais cette série dérivée est un échec, rapidement annulée au bout d'une saison.  
Entre 2016 et 2017, elle joue dans quelques épisodes d'Esprits criminels : Unité sans frontières, deuxième série dérivée, arrêtée au bout de deux saisons. 
En 2017, alors que Thomas Gibson quitte la série brutalement, les négociations des contrats d'Andrea Joy Cook et Vangsness avec la production, s'enveniment. Les actrices étaient en colère car moins bien payées que leurs homologues masculins (Matthew Gray Gubler et Joe Mantegna). Un terrain d'entente est finalement trouvé et elles confirment rester dans la série,. 
En 2018, peu de temps après le départ de Shemar Moore, alors considéré comme l'un des acteurs emblématique de la série et dont l'alchimie à l'écran avec Kirsten Vangsness était fortement apprécié par les fans du show, l'actrice s'est exprimé à propos de ce départ surprise et avouera conserver de bons rapports avec le comédien, aujourd'hui devenu l'un de ses plus proches amis,. L'actrice profite de cet entretien pour confirmer qu'elle ne ressentait aucune lassitude à l'idée d'incarner Penelope Garcia depuis toutes ses années.
Le 10 janvier 2019, CBS annonce le renouvellement d'Esprits Criminels pour une quinzième saison, composée de dix épisodes et qui sera la dernière.
Le 7 février 2022, on apprend qu'elle sera dans la seizième saison d'Esprits Criminels diffusée sur Paramount +.

### Vie privée
L'actrice fait officiellement son coming-out en 2007,,. 
De 2009 à 2013, Kirsten Vangsness est fiancée à l'éditrice de film Melanie Goldstein qui travaillait notamment sur la série 24 heures chrono. Elles avaient prévu de célébrer leur mariage au printemps 2009, mais le changement de la loi sur le mariage homosexuel en Californie les a obligées à repousser la date. Kirsten Vangsness a déclaré dans une interview qu'elle inviterait pour son mariage : Thomas Gibson, Joe Mantegna, Shemar Moore, Matthew Gray Gubler, Andrea Joy Cook et Paget Brewster, ses partenaires d'Esprits criminels. Finalement, le couple se sépare en 2013. 
En novembre 2015, elle annonce ses fiançailles avec l'acteur et scénariste Keith Hanson.

## Théâtre
- 2004 : Fan Maroo : Maroo Montrose[16]
- 2005 : Book of Liz : Oxana[16]
- 2005 : NOTE : Mary Van Norman[16]
- 2007 : Fat Pig[17]

## Filmographie

### Cinéma

#### Courts métrages
- 1998 : Sometimes Santa's Gotta Get Whacked : Tooth Fairy
- 2003 : Don't Make Me Laugh de Gina Garcia : Kate
- 2008 : Tranny McGuyver de Vaughn Verdi : Reporter TV
- 2011 : Sarina's Song d'Angelique Letizia : Une invitée de la fête
- 2012 : Acquainted de Kristin Alcala : Ms. Hope
- 2013 : Remember to Breathe de Marc Saltarelli : Alice, jeune (voix)
- 2016 : Baby X de Brendan Bradley : Xpert (voix)

#### Longs métrages
- 2006 : A-List : Blue
- 2009 : Scream of the Bikini de Kiff Scholl : la décoratrice d'intérieur
- 2009 : In My Sleep : Madge
- 2011 : The Chigago 8 de Pinchas Perry : Sketch Artist
- 2015 : Kill Me, Deadly : Mona Livingston (également productrice exécutive)
- 2016 : Diani & Devine Meet the Apocalypse d'Etta Devine et Gabriel Diani : Fawn
- 2017 : Dave Made a Maze de Bill Watterson : Jane
- 2017 : Axis d'Aisha Tyler : Heather (voix)
- 2017 : Stuck de Jillian Armenante : Sunny

### Télévision

#### Téléfilms
- 2004 : Annie Unleashed de Gina Garcia : Teresa O'Malley
- 2023 : Amish et séducteur : Le scandale Eli Weaver : Barb Raber

#### Séries télévisées
- 2004 : Phil du futur : Veronica (1 épisode)
- 2004 : LAX : Stéphanie (saison 1, 3 épisodes)
- depuis 2005 : Esprits criminels : Penelope Garcia (depuis la saison 2, récurrente saison 1)
- 2010-2012 : Pretty the Series : Meredith Champagne (14 épisodes, également productrice de 3 épisodes)
- 2011 : Criminal Minds: Suspect Behavior : Penelope Garcia (13 épisodes)
- 2011-2013 : Good Job, Thanks! : La thérapeute (2 épisodes)
- 2013 : Shelf Life : Freaky Squeaky (6 épisodes)
- 2016-2017 : Esprits criminels : Unité sans frontières : Penelope Garcia (2 épisodes)

## Distinctions
Sauf indication contraire ou complémentaire, les informations mentionnées dans cette section proviennent de la base de données IMDb,.

### Récompenses
- Los Angeles Drama Critics Circle Awards 2005 : Natalie Schafer Award du meilleur espoir comique
- Garland Awards 2007 : meilleure actrice pour Fat Pig

### Nominations
- Indie Series Awards 2011 : meilleure actrice dans un second rôle dans une série télévisée comique pour Pretty the Series
- Indie Series Awards 2013 : meilleure actrice dans un second rôle dans une série télévisée comique pour Pretty the Series